# Joselyne Edwards
Joselyne Edwards Laboriel (Ciudad de Panamá, 29 de septiembre de 1995) es una artista marcial mixta panameña que compite en la división de peso gallo de Ultimate Fighting Championship.

## Primeros años
Empezó a boxear cuando tenía 13 años, y tras cuatro años de boxeo, empezó a hacer MMA cuando tenía 17 años. Había visto la UFC en la televisión en su natal Ciudad de Panamá, pero no conocía ningún gimnasio que la impartiera. Entonces empezó a hacer jiu-jitsu y después de seis meses debutó en MMA.

## Carrera de artes marciales mixtas

### Carrera temprana
Compiló un récord de 9-2 en la escena regional, ganando el Campeonato de Peso Gallo Femenino de la UCC en su tierra natal de Panamá y defendiéndolo dos veces. En 2018, se trasladó a su campamento a Estados Unidos, donde derrotó a la exluchadora de Bellator Jessica Middleton por TKO el 18 de mayo de 2018 en The Fight Series. Luego derrotaría a la muy promocionada prospecta Brenda Gonzales en KOTC: Aggressive Lifestyle el 1 de septiembre de 2018 por sumisión, en el proceso ganando el Campeonato de Peso Gallo de KOTC. Después, compitió contra la futura luchadora de UFC Sarah Alpar por el Campeonato de Peso Gallo Femenino de la LFA en LFA 55, perdiendo el combate cerrado por decisión dividida.

### Ultimate Fighting Championship
Como sustituta de Bethe Correia, se enfrentó a Wu Yanan el 16 de enero de 2021 en UFC on ABC: Holloway vs. Kattar. Ganó el combate por decisión unánime.
Como sustituta de Nicco Montaño, se enfrentó a Karol Rosa el 6 de febrero de 2021 en UFC Fight Night: Overeem vs. Volkov. Perdió el combate por decisión unánime.
Estaba programada para enfrentarse a Zarah Fairn dos Santos el 28 de agosto de 2021 en UFC on ESPN: Barboza vs. Chikadze. Sin embargo, el combate fue cancelado a finales de julio, ya que Edwards fue retirada del evento en favor de otro combate.
Se enfrentó a Jessica-Rose Clark en UFC Fight Night: Costa vs. Vettori el 23 de octubre de 2021. Perdió el combate por decisión unánime.
Edwards enfrentó a Ramona Pascual el 11 de junio de 2022 en UFC 275. Ella ganó la pelea por decisión unánime.
En una rápida sustitución, Edwards reemplazó a una lesionada Mariya Agapova para enfrentarse a Ji Yeon Kim en UFC 277 el 9 de julio de 2022. En el pesaje, Edwards pesó 137.5 libras, una libra y media por encima del límite de peso para peleas no titulares en la categoría de peso gallo, y fue multada con el 20% de su bolsa, que fue para su oponente Kim. Ganó la pelea por decisión dividida.
Edwards enfrentó a Lucie Pudilová el 15 de abril de 2023 en UFC on ESPN 44. En el pesaje, Edwards pesó 136.5 libras, media libra por encima del límite de peso para peleas no titulares en la categoría de peso gallo. En consecuencia, Edwards fue multada con el 20% de su bolsa, que fue otorgado a Pudilová. Ganó la pelea por decisión dividida.
Edwards enfrentó a Nora Cornolle el 2 de septiembre de 2023 en UFC Fight Night 226. Perdió la pelea por decisión unánime.
Edwards enfrentó a Ailín Pérez el 1 de junio de 2024 en UFC 302. Perdió la pelea por decisión unánime.
Edwards tiene previsto enfrentarse a Tamires Vidal el 19 de octubre de 2024 en UFC Fight Night 245. En el pesaje, Edwards pesó 139 libras, tres libras por encima del límite de peso gallo para peleas sin título. La pelea se llevó a cabo en peso pactado y no se sabe cuánto de la bolsa de Edwards se perderá como penalización. Ganó la pelea por sumisión con estrangulamiento trasero al final del tercer asalto.

## Controversias
Antes de UFC Fight Night 232, Edwards y Ailín Pérez tuvieron un altercado de motivos desconocidos, en el que Pérez apareció con algunas puntadas debajo del ojo izquierdo.
Posteriormente, Edwards dijo a MMAMania.com: «Mientra estábamos peleando, su coach me atacó por la espalda. Él me estaba estrangulando para que [Ailín] pudiera pegarme. Prácticamente tuve que pelear con ambos. Él no protegió a nadie, él empezó la pelea».

## Campeonatos y logros
- King of the Cage
  - Campeonato de Peso Gallo de KOTC (una vez)
- Ultimate Combat Challenge
  - Campeonato Femenino de Peso Gallo de UCC (una vez)
    - Dos defensas exitosas del título

## Récord en artes marciales mixtas
| Resultado | Récord | Oponente                         | Método                             | Evento                                 | Fecha                    | Ronda | Tiempo | Localización          | Notas                                                     |
| --------- | ------ | -------------------------------- | ---------------------------------- | -------------------------------------- | ------------------------ | ----- | ------ | --------------------- | --------------------------------------------------------- |
| Victoria  | 14-6   | Tamires Vidal                    | Sumisión (rear-naked choke)        | UFC Fight Night: Hernandez vs. Pereira | 19 de octubre de 2024    | 3     | 4:33   | Las Vegas, Nevada     |                                                           |
| Derrota   | 13-6   | Ailín Pérez                      | Decisión (unánime)                 | UFC 302                                | 1 de junio de 2024       | 3     | 5:00   | Newark Nueva Jersey   |                                                           |
| Derrota   | 13-5   | Nora Cornolle                    | Decisión (unánime)                 | UFC Fight Night: Gane vs. Spivak       | 2 de septiembre de 2023  | 3     | 5:00   | París                 |                                                           |
| Victoria  | 13-4   | Lucie Pudilová                   | Decisión (dividida)                | UFC on ESPN: Holloway vs. Allen        | 15 de abril de 2023      | 3     | 5:00   | Kansas City, Misuri   |                                                           |
| Victoria  | 12-4   | Ji Yeon Kim                      | Decisión (dividida)                | UFC 277: Peña vs. Nunes 2              | 30 de julio de 2022      | 3     | 5:00   | Dallas, Texas         |                                                           |
| Victoria  | 11-4   | Ramona Pascual                   | Decisión (unánime)                 | UFC 275: Teixeira vs. Procházka        | 11 de junio de 2022      | 3     | 5:00   | Kallang               |                                                           |
| Derrota   | 10-4   | Jessica-Rose Clark               | Decisión (unánime)                 | UFC Fight Night: Costa vs. Vettori     | 23 de octubre de 2021    | 3     | 5:00   | Las Vegas, Nevada     |                                                           |
| Derrota   | 10-3   | Karol Rosa                       | Decisión (unánime)                 | UFC Fight Night: Overeem vs. Volkov    | 6 de febrero de 2021     | 3     | 5:00   | Las Vegas, Nevada     |                                                           |
| Victoria  | 10-2   | Wu Yanan                         | Decisión (unánime)                 | UFC on ABC: Holloway vs. Kattar        | 16 de enero de 2021      | 3     | 5:00   | Abu Dhabi             |                                                           |
| Victoria  | 9-2    | Pamela Gonzalez                  | KO (puñetazos y patadas al cuerpo) | UWC México 22: Total War               | 3 de julio de 2020       | 1     | 0:28   | Tijuana               |                                                           |
| Derrota   | 8-2    | Sarah Alpar                      | Decisión (dividida)                | LFA 55                                 | 30 de noviembre de 2018  | 5     | 5:00   | Dallas, Texas         | Por el vacante Campeonato Femenino de Peso Gallo de LFA.  |
| Victoria  | 8-1    | Brenda Gonzales                  | Sumisión (barra de brazo)          | KOTC: Aggressive Lifestyle             | 1 de septiembre de 2018  | 2     | 2:53   | Ignacio, Colorado     | Ganó el Campeonato de Peso Gallo de KOTC.                 |
| Victoria  | 7-1    | Jessica Middleton                | TKO (puñetazos)                    | The Fight Series                       | 18 de mayo de 2018       | 1     | 0:57   | West Des Moines, Iowa |                                                           |
| Victoria  | 6-1    | Trisha Cicero                    | Decisión (unánime)                 | UCC Fantastic Fight Night 8            | 14 de octubre de 2017    | 3     | 5:00   | Ciudad de Panamá      | Combate de peso mosca.                                    |
| Victoria  | 5-1    | Francelys Rivero                 | TKO (puñetazos)                    | UCC Fantastic Fight Night 5            | 20 de mayo de 2017       | 1     | 3:30   | Ciudad de Panamá      | Defendió el Campeonato Femenino de Peso Gallo de UCC.     |
| Victoria  | 4-1    | Mauris Marcano Gonzales          | Sumisión (barra de brazo)          | Ultimate Combat Challenge 31           | 14 de octubre de 2016    | 1     | 2:28   | Ciudad de Panamá      | Defendió el Campeonato Femenino de Peso Gallo de UCC.     |
| Victoria  | 3-1    | Yacqueline Arosemena             | Sumisión (verbal)                  | Ultimate Combat Challenge 29           | 1 de julio de 2016       | 1     | 1:58   | Ciudad de Panamá      | Ganó el vacante Campeonato Femenino de Peso Gallo de UCC. |
| Victoria  | 2-1    | Heydi Irias                      | TKO (puñetazos)                    | Ultimate Combat Challenge 28           | 7 de mayo de 2016        | 2     | 3:45   | El Progreso           |                                                           |
| Derrota   | 1-1    | Mauris Marcano Gonzales          | Sumisión (barra de brazo)          | Ultimate Combat Challenge 25           | 11 de septiembre de 2015 | 2     | 1:54   | Ciudad de Panamá      |                                                           |
| Victoria  | 1-0    | Evelyn Jessenia Caballero Llanes | KO (puñetazo)                      | Ultimate Combat Challenge 24           | 15 de mayo de 2015       | 1     | 0:10   | Ciudad de Panamá      |                                                           |